# Qalāt-i Ghildschī
Qalāt-i Ghildschī (auch als Qalati Ghilji transkribiert, paschtunisch قلات غلجي Qalāt-i Ghilğī, auch Qalāti Zābul oder paschtunisch قلات خلجي Qalāti Khaljī), kurz Kalat (Qalāt), ist eine Stadt im Süden von Afghanistan und die Hauptstadt der Provinz Zabul.

## Name
Die Bevölkerung besteht vor allem aus Paschtunen, die zum größten Teil dem Stamm der Ghildschi angehören, nach dem die Stadt benannt ist. Die Khilji-Dynastie von Indien führt ihre Herkunft zurück bis in die Stadt.

## Geographie
Die Stadt liegt auf 1568 m Höhe. Das Tal, in dem verschiedene Wadis zusammenströmen wird letztendlich zum Fluss Tarnak Rōd (?) und ermöglicht in gewissem Umfang Landwirtschaft in der Wüstenregion. Entlang des Tales zieht sich die Stadt von Südwesten nach Nordosten. In unmittelbarer Nachbarschaft liegen die Orte Degak (SO), Juhktaran (W) und Sinak-Hazari. Der Highway 1 verbindet die Stadt mit Kandahar im Südwesten und Ghazni und Kabul im Nordosten. Eine weitere Straße beginnt im Ort und verläuft nach Süden, bzw. nach Südosten, über den Porshī Kowtal-Pass (paschtunisch پرشی كوتل ⊙) bis an die Grenze zu Pakistan.
Im Norden der Stadt, auf einer Anhöhe steht eine Festung die weithin sichtbar die Stadt überblickt.
2015 hatte Qalati Ghildschi 49.158 Einwohner. Die Stadt hat eine Gesamtfläche von 4820 ha und ist in vier Polizeidistrikte (nahias) eingeteilt.
Wüste macht 59 % der Landfläche aus. Während bebautes Land nur 19 % der Fläche ausmacht. Es gibt jedoch zumindest zwei Industrial Areas (Districts 2 & 3).
2006 wurde der erste Flughafen (Qalat Airport) in der Provinz Zabul gebaut. Qalat wurde auch Sitz des US-amerikanischen Provincial Reconstruction Team Zabul, welches Entwicklungshilfe in der Provinz leisten sollte.

## Geschichte
Die Geschichte des Gebiets ist nicht gut dokumentiert und geprägt von Stammeskonflikten.
Einer der ersten Berichte in westlichen Quellen stammt von einer politischen Mission, die auf dem Weg nach Kandahar am 16. April 1857 den Ort durchquerte um einen neuen Freundschaftsvertrag zwischen den Britischen Kolonialbehörden in Peschawar und dem Amir von Kabul auszuhandeln. Die Delegation wurde von einer Gruppe empfangen, die offenbar der Thronfolger entsandt hatte um sie willkommen zu heißen und ihre Vorräte zu überprüfen. Zwei Infanterie-Trupps wurden aufgestellt, so dass die Briten die Truppen inspizieren konnten. Dann wurde eine Schūrā abgehalten.
Sher Ali Khan eroberte die Stadt am 22. Januar 1867. In der Schlacht verlor er einen Sohn, Mahomed Ali, der im Nahkampf von seinem Onkel getötet wurde. Daraufhin wurde auch der Onkel getötet.
Im August 2021 wurde die Stadt durch die Taliban eingenommen.

### Amerikanische Wiederaufbau-Hilfen
Um in dem Gebiet eine wirtschaftliche Entwicklung zu ermöglichen, wurde 2006 der erste Flughafen gebaut. Dort wurde Nachschub für das Provincial Reconstruction Team Zabul und andere Hilfs-Organisationen angeliefert. Drei Jahre später wurde eine Mädchenschule erbaut. Bis 2013 wurde diese Schule regelmäßig von dem PRT unterstützt, unter anderem mit Gebetsmatten und Schulbüchern. Zusätzlich wurde in dem Gebiet die Bereitstellung von sauberem Wasser unterstützt.
Die Wiederaufbaumaßnahmen waren jedoch leider nicht gänzlich erfolgreich. 2006 war mit dem Bau eines neuen Handelszentrums begonnen worden. Nachdem drei Jahre lang gebaut worden und zehn Mio. Dollar verbraucht worden waren, waren die meisten Gebäude nicht nutzbar aufgrund mangelnder Fachkompetenz der Bauarbeiter, sowie ohne Nutzer aufgrund mangelnder Nachfrage. Sogar der Provinzgouverneur weigerte sich in das neue Gebäude einzuziehen, da es an Sicherheit mangelte. Anne Smedinghoff, eine 25 Jahre alte US-Amerikanerin (im diplomatischen Dienst), wurde 2013 durch einen Selbstmordanschlag mit einem Auto in der Stadt getötet.
Im März 2020 überfielen Taliban einen Stützpunkt außerhalb Qalats und töteten mindestens 22 afghanische Soldaten.

## Klima
Nach der Effektiven Klimaklassifikation (Köppen climate classification) herrscht in Qalati Ghildschi ein Mittelmeerklima mit heißen Sommern (Csa). Es ist generell warm. Die mittlere Temperatur beträgt 13,6 °C, der durchschnittliche Jahresniederschlag erreicht 283 mm.
Juli ist der heißeste Monat mit einer Durchschnittstemperatur von 27,5 °C. Der kälteste Monat ist der Januar mit durchschnittlich −2,9 °C.
|                       | Jan  | Feb | Mär  | Apr  | Mai  | Jun  | Jul  | Aug  | Sep  | Okt  | Nov  | Dez  |   |      |
| Mittl. Tagesmax. (°C) | 3,5  | 7,8 | 15,5 | 22,0 | 27,4 | 34,5 | 36,4 | 34,6 | 30,5 | 24,2 | 17,5 | 10,0 | ⌀ | 22,1 |
| Mittl. Tagesmin. (°C) | −2,9 | 1,3 | 8,6  | 14,2 | 18,5 | 25,0 | 27,5 | 25,4 | 20,2 | 14,2 | 8,2  | 7,4  | ⌀ | 14   |

| −2,9 |

| 1,3 |

| 8,6 |

| 14,2 |

| 18,5 |

| 25,0 |

| 27,5 |

| 25,4 |

| 20,2 |

| 14,2 |

| 8,2 |

| 7,4 |

| −2,9 |

| 1,3 |

| 8,6 |

| 14,2 |

| 18,5 |

| 25,0 |

| 27,5 |

| 25,4 |

| 20,2 |

| 14,2 |

| 8,2 |

| 7,4 |

## Sehenswürdigkeiten

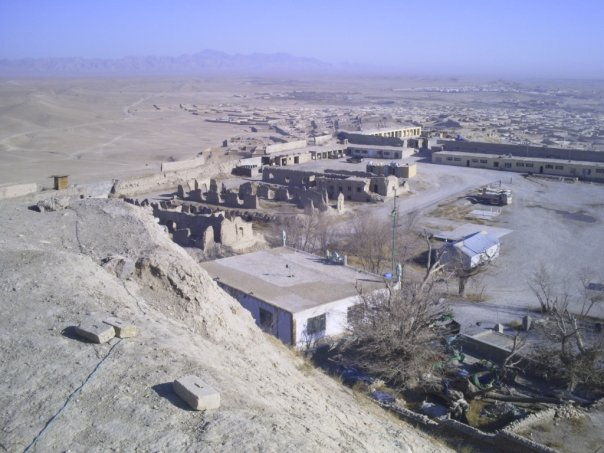
Zerfallende Kaserne in der Burg von Qalat

Die Festung, die die Stadt überragt wurde von Truppen von Alexander dem Großen gebaut (Festung Qalat). Ghar Bolan Baba ist eine 730 m tiefe Höhle, die in der Geschichte oft für religiöse Zwecke genutzt wurde.